# Serravalle Scrivia
Serravalle Scrivia (piemontesisch Seraval Scrivia, ligurisch Seravale, 1935–1946 Serravalle Libarna) ist eine italienische Gemeinde in der Provinz Alessandria (AL), Region Piemont.

## Lage und Einwohner
Der Ort liegt ca. 28 km südöstlich der Provinzhauptstadt Alessandria und 100 km südöstlich der Regionalhauptstadt Turin. Die ligurische Regionalhauptstadt Genua liegt 35 km südlich. Durch den Ort fließt der Fluss Scrivia, der hier namensgebend für den Ortzusatz ist. Serravalle Scrivia liegt in der klimatischen Einordnung italienischer Gemeinden in der Zone E, 2 740 GG.
Die Gemeinde besteht aus den Ortsteilen Crenna inferiore (302 m, ca. 20 Einwohner),  Crenna superiore (322 m, ca. 40 Einwohner), Fabbricone (200 m, ca. 50 Einwohner), Feriolo (225 m, ca. 100 Einwohner), Libarna (225 m, ca. 130 Einwohner), Negraro (225 m, ca. 30 Einwohner), Praga (225 m, ca. 20 Einwohner) und Serravalle Scrivia (Hauptort). Insgesamt hat die Gemeinde 5890 (Stand 31. Dezember 2023) Einwohner.
Die Nachbargemeinden sind Arquata Scrivia, Cassano Spinola, Gavi, Novi Ligure, Stazzano und Vignole Borbera.

## Geschichte

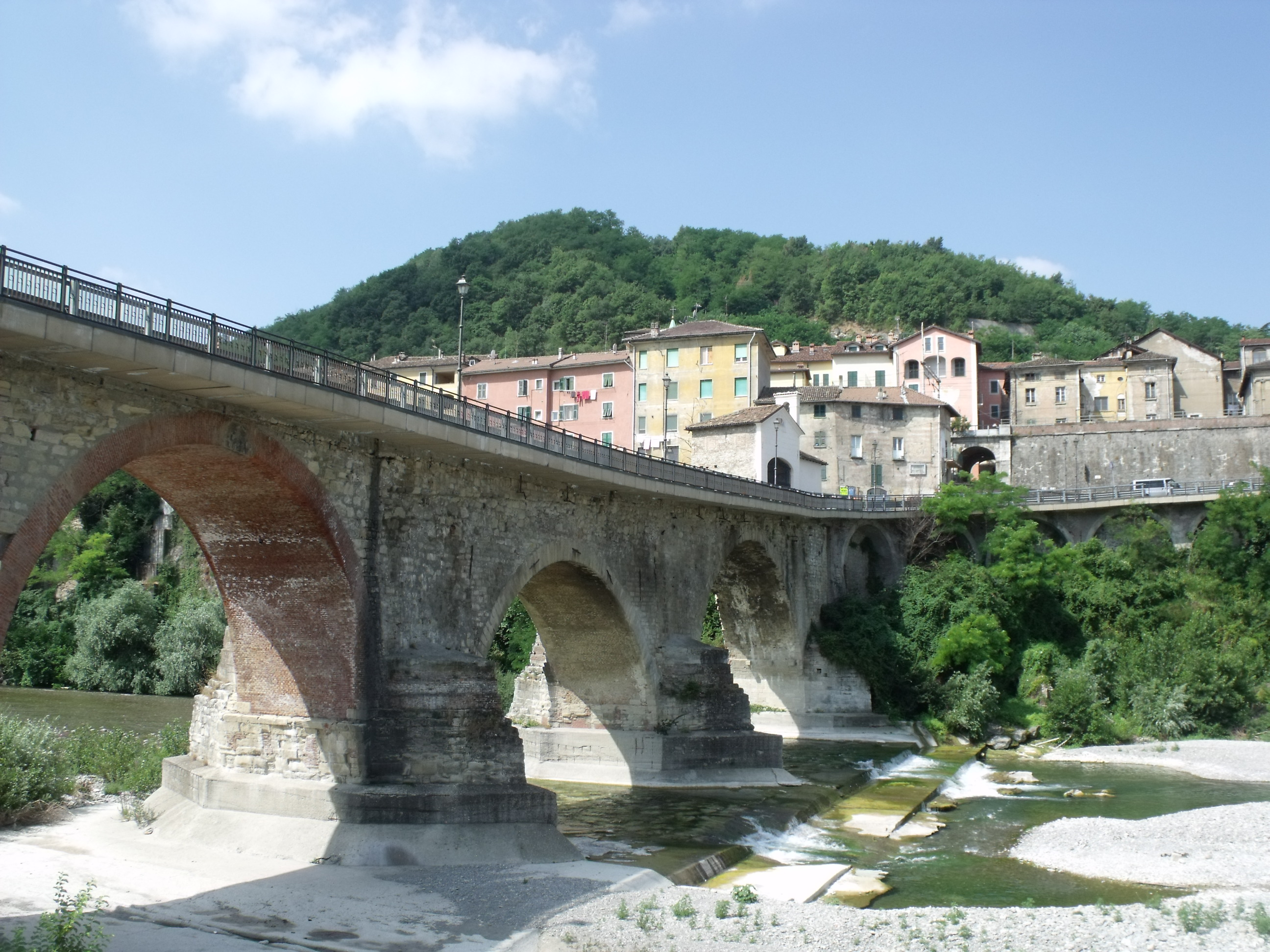
Panorama

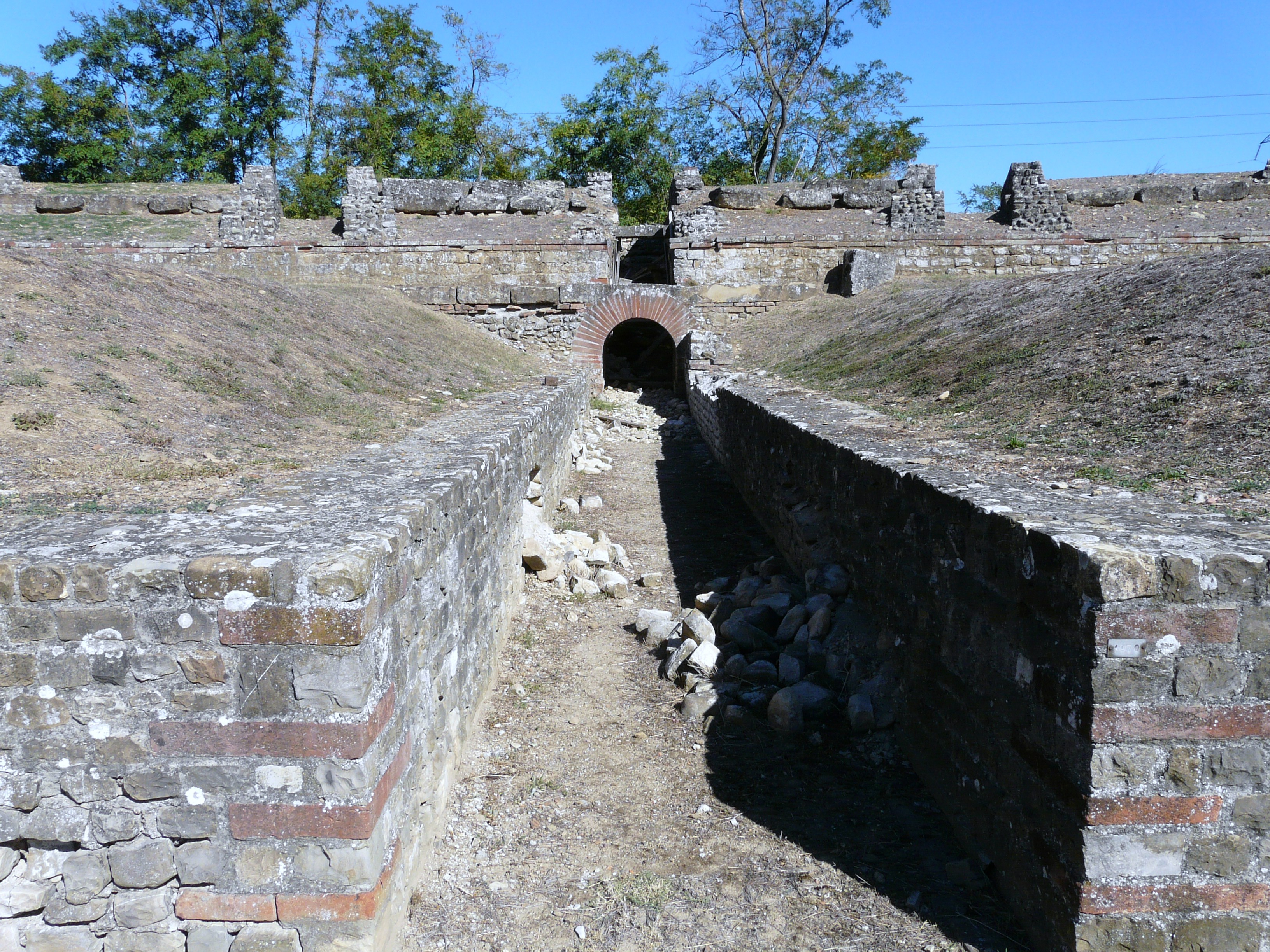
Die Grabungsstätte Libarna

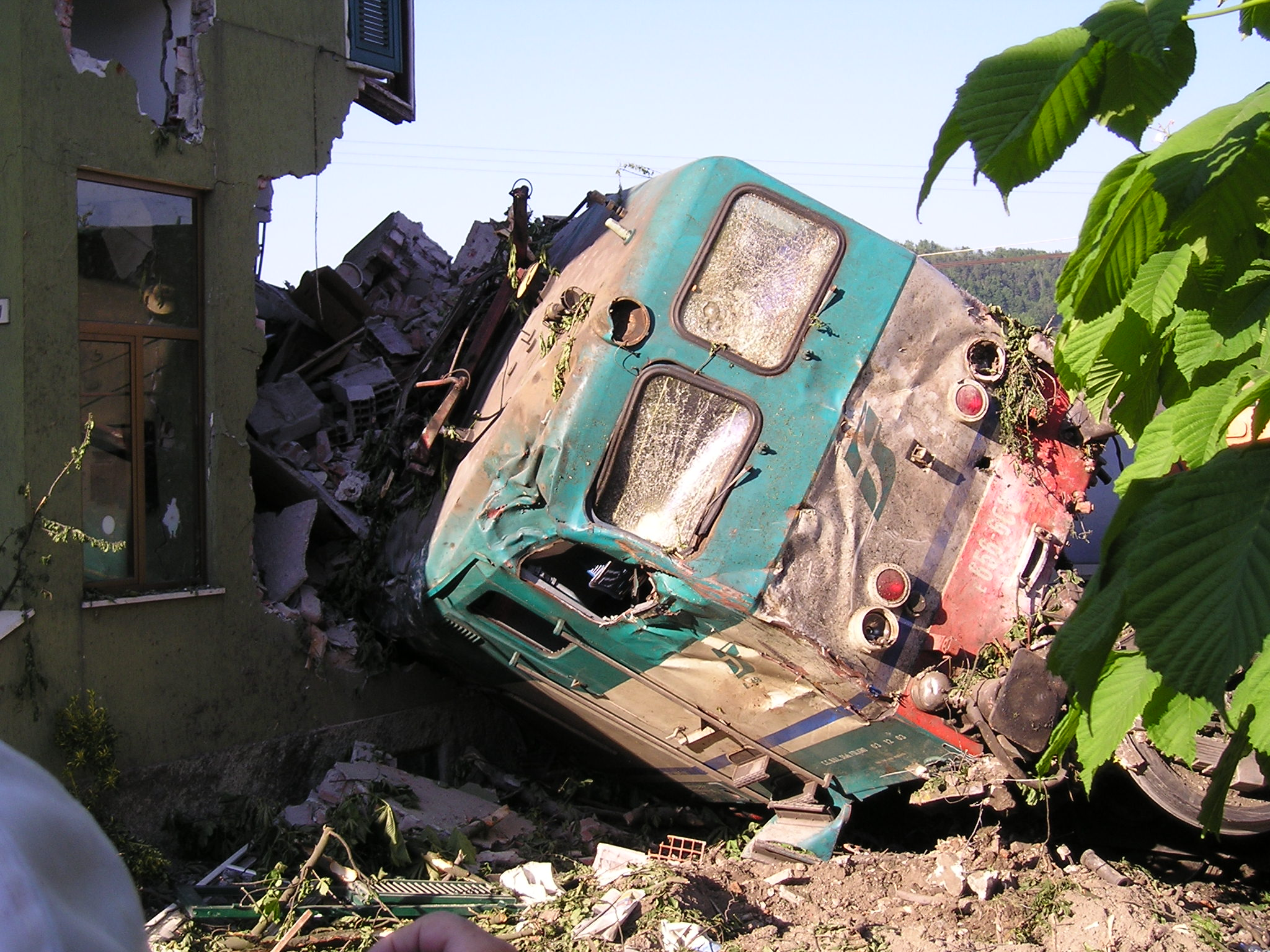
Zugentgleisung vom 17. Mai 2004

Der Ort entstand, als die römische Siedlung Libarna um das Jahr 452 verlassen oder von den Barbaren zerstört wurde. Der heutige Ortsteil und die Ausgrabungsstätten liegen ca. 2 km südlich von Serravalle Scrivia. Erstmals schriftlich erwähnt wurde Serravalle Scrivia in einem Dokument aus dem Jahr 1140 als Serra Vallis. Bis 1313 unterstand der Ort der Gemeinde Tortona, dann übernahmen die Spinola die Herrschaft im Ort, die 1596 von den Doria abgelöst wurden. Bis 1859 gehörte der Ort zur Provinz Genua und kam dann zur Provinz Alessandria. Seit 1892 ist der Namenszusatz Scrivia Teil des Ortsnamens, um Namensgleichheiten im nun geeinten Italien zu vermeiden.
Am 17. Mai 2004 entgleiste ein Zug in Libarna di Serravalle Scrivia auf der Strecke Mailand-Genua. Die Lokomotive E.656.608 des Interregionalzuges 2050 Livorno-Alessandria-Turin zerstörte ein Haus, nachdem sie die Gleise verlassen hatte.

## Sehenswürdigkeiten
- Chiesa Collegiata dei Santi Martino e Stefano, erstmals 1228 dokumentierte Kirche im Ortskern. Wurde 1574 durch die Sforza restauriert.[7]
- Libarna, heutiger Ortsteil, der als römische Siedlung an der Via Postumia lag und heute als Grabungsstätte fungiert. Wurde bereits von Plinius der Ältere in seinem Werk Naturalis historia erwähnt.[4]
- Oratorio dei Disciplinati dell’Assunta e Santa Croce, meist nur Oratorio dei Bianchi genannt, Oratorium, das 1398[4] entstand.[8]
- Santuario di Nostra Signora di Montespineto, Sanktuarium, das erstmals 1155 dokumentiert wurde.[9]

## Verkehr
- Serravalle Scrivia hat eine Anschlussstelle an der Autobahn A7, die von Mailand nach Genua führt.
- Bis 2006 hatte der Ort einen Bahnhof an der Bahnstrecke Mailand–Genua. Seit 2008 ist der Anschluss nur noch über die Regionalstrecke nach Arquata Scrivia zu erreichen.

## Söhne und Töchter der Gemeinde
- Osvaldo Bailo (1912–1997), Radrennfahrer
- Tonina Torrielli (* 1934), Sängerin